# Paracypris mckenziei
Paracypris mckenziei is een mosselkreeftjessoort uit de familie van de Candonidae. De wetenschappelijke naam van de soort is voor het eerst geldig gepubliceerd in 1988 door Maddocks.